# Krystyna Michałowska
Krystyna Michałowska (ur. 25 października 1943 w Warszawie) – polska ilustratorka, graficzka, malarka.

## Życiorys
Studiowała na Wydziale Malarstwa i Grafiki Akademii Sztuk Pięknych w Warszawie (1962–1968). Specjalizacja ilustracja książki. W pracowniach: Jana Wodyńskiego, Jerzego Tchórzewskiego (malarstwo i rysunek), Henryka Tomaszewskiego (plakat), Jana Marcina Szancera (ilustracja).
Zaraz po studiach (1969), które skończyła z wyróżnieniem, zatrudniła się w Instytucie Wydawniczym Nasza Księgarnia. Początkowo w redakcji polskiej, później – dzieci najmłodszych, w której pracowała jako redaktorka artystyczna. Jej szefem był Zbigniew Rychlicki. Inspirują ją baśnie, legendy, ballady, w których roi się od nietypowych i fantastycznych opisów sytuacji, co pozwala jej na dużą swobodę komponowania. Stara się malować tak, by ilustracja mogła istnieć samodzielnie – jak obraz. Po 30 latach pracy w Naszej Księgarni została graficzką w Świerszczyku, popularnym piśmie dla dzieci. Jej ilustracje ukazywały się również w Misiu, miesięczniku dla najmłodszych dzieci.
Współpracowała z wydawnictwami: Świat Książki, Akant, Krajowa Agencja Wydawnicza, Ludowa Spółdzielnia Wydawnicza, Wydawnictwo Alfa, WSiP, Martel. 

## Dorobek artystyczny
Zilustrowała około stu książek, m.in. Baśnie H.Ch. Andersena, Księgę smoków Edith Nesbit, Księżniczkę smoków Mieczysława Künstlera, Legendę o warszawskim Bazyliszku Wandy Chotomskiej, Legendę o zatopionym mieście Stefana Machrowskiego, Legendę o Złotej Kaczce Barbary Lewandowskiej, O królu Pumperniklu, królewnie Grzance i rycerzach Trójkątnej Kanapy Krystyny Boglar, Przygody Piotrusia Pana J.M. Barriego. Znana jest też jako twórczyni projektów okładek do serii o Ani z Zielonego Wzgórza Lucy Maud Montgomery i do Pana Samochodzika i zagadek Fromborka Zbigniewa Nienackiego.
Jest autorką wyróżnika graficznego znanej serii książek dla dzieci „Poczytaj mi, mamo” (Nasza Księgarnia). Jej prace są nastrojowe, szczegółowe, dopracowane, czasami udziwnione. Maluje temperami, akwarelami, stosuje techniki mieszane. Używa też piórka, maluje na płótnie, papierze.

### Wystawy
Brała udział w wystawach w kraju i za granicą, m.in. w Międzynarodowym Biennale Ilustracji BIB w Bratysławie, Międzynarodowej Wystawie Ilustracji do Książki Dziecięcej w Bolonii, w Bukareszcie, Düsseldorfie, Kairze, Hanoi, Londynie, Izraelu, Hamburgu, Mińsku, w wystawie malarskiej w Gekkoso (Japonia), w Międzynarodowej Wystawie Sztuki Edytorskiej w Lipsku i w wielu innych.

#### Wystawy indywidualne
- Wystawa ilustracji książkowej Warszawa, Galeria Kordegarda (1988)[1]

### Nagrody
- Wyróżnienie za ilustracje do książki Lew wyszedł z domu Jurija Jakoklewa na I Biennale Sztuki dla Dziecka w Poznaniu (1973)*
- Wyróżnienie za ilustracje do książki Ballady Wiery Badalskiej w konkursie PTWK na najlepiej wydaną książkę, Warszawa (1975)
- II nagroda (Srebrne Koziołki) za ilustracje do książki Ballady Wiery Badalskiej na III Biennale Sztuki dla Dziecka w Poznaniu (1977)
- Nagroda Prezesa Rady Ministrów za twórczość artystyczną dla dzieci i młodzieży (1982)
- Nagroda w konkursie Książka Roku Polskiej Sekcji IBBY – Stowarzyszenia Przyjaciół Książek dla Młodych za ilustracje do książki O królu Pumperniklu, królewnie Grzance i rycerzach Trójkątnej Kanapy Krystyny Boglar (1988)
- Medal PS IBBY za całokształt twórczości artystycznej (2016)[4]

## Twórczość
- 1969 – Pieszczoch – Aleksander Minkowski, Wydawnictwo Harcerskie (seria Ważne sprawy dziewcząt i chłopców)
- 1970 – W zielonej wodzie – Irina Tokmakowa, Nasza Księgarnia (seria Poczytaj mi, mamo)
- 1970 – Agnieszka opowiada bajkę – Joanna Papuzińska, Nasza Księgarnia (seria Poczytaj mi, mamo)
- 1971 – Czerwona piłeczka – Maria Czerkawska, Nasza Księgarnia
- 1972 – Lew wyszedł z domu – Jurij  Jakowlew, Nasza Księgarnia
- 1970 – Klub Białej Perły – Janina Zającówna, Nasza Księgarnia (seria Klub Siedmiu Przygód)
- 1972 – Kaczki – Jan Brzechwa, Nasza Księgarnia (seria Poczytaj mi, mamo)
- 1973 – Życie za życie – Zofia Chądzyńska, Nasza Księgarnia
- 1974 – Jutro, pojutrze – Renee Reggiani, Nasza Księgarnia
- 1974 – Porwanie – Marta Tomaszewska, KAW
- 1974 – Mój brat – Krystyna Kofta, RSW „Prasa, Książka, Ruch”
- 1974 – Błękitni z latającego talerza, Aleksander Minkowski, Nasza Księgarnia (seria Klub Siedmiu Przygód)
- 1975 – Złoty kolczyk – Maria i Jan Ziółkowscy, Ludowa Spółdzielnia Wydawnicza
- 1975 – Monika i Mariusz – Danuta Orłowska, Nasza Księgarnia
- 1976 – Zwariowane podwórko – Maria Kowalewska, Ludowa Spółdzielnia Wydawnicza
- 1976 – Może nie, może tak – Ewa Nowacka, Nasza Księgarnia (seria Klub Siedmiu Przygód)
- 1978 – Wiersze i bajki – Siergiej Michałkow, Nasza Księgarnia
- 1978 – Może nie, może tak – Ewa Nowacka, Nasza Księgarnia (wyd. 2)
- 1978 – Wierszyki domowe – Joanna Papuzińska, Nasza Księgarnia
- 1978 – Porwanie – Marta Tomaszewska, KAW (wyd. 2)
- 1978 – Wstęga pawilonu – Zofia Chądzyńska, Nasza Księgarnia (okładka)
- 1979 – Błękitna tajemnica – Piotr Wojciechowski, Nasza Księgarnia (seria Poczytaj mi, mamo)
- 1979 – Klub Białej Perły – Janina Zającówna, Nasza Księgarnia
- 1979 – 365 pór roku – Janusz Olczak, Ludowa Spółdzielnia Wydawnicza
- 1980 – Kaczki – Jan Brzechwa, Nasza Księgarnia (seria Poczytaj mi, mamo)
- 1980 – Koń siedmionogi: bajki węgierskie – Ludowa Spółdzielnia Wydawnicza
- 1980 – Najpiękniejsze bajki – Czesław Janczarski, Nasza Księgarnia
- 1980 – O rusałce Amelce i żabce Marynce – Vaclav Ctvrtek, Nasza Księgarnia
- 1982 – Bajki o czterech wiatrach – Hanna Januszewska, Nasza Księgarnia (seria Lista Honorowa Hansa Christiana Andersena)
- 1982 – Dolina Tęczy – Lucy Maud Montgomery, Nasza Księgarnia (okładka)
- 1982 – Gwiazdy suchego stepu – Maciej Kuczyński, Nasza Księgarnia (okładka)
- 1982 – Baśnie z czterech świata stron – Wanda Markowska, Anna Milska, Nasza Księgarnia
- 1983 – Dziewięć pawic i król smoków – Danuta Ćirlić-Straszyńska, Bronisław Ćirlić, Krajowa Agencja Wydawnicza (KAW)
- 1983 – Świerszczowa muzyka – Wanda Grodzieńska, Nasza Księgarnia
- 1983 – O pingwinie Kleofasku – Irena Tuwim, Nasza Księgarnia
- 1983 – Najpiękniejsze bajki – Czesław Janczarski, Nasza Księgarnia
- 1983 – Pan Samochodzik i zagadki Fromborka – Zbigniew Nienacki, Nasza Księgarnia (seria Klub Siedmiu Przygód)
- 1984 – Słoneczko na pamiątkę – Michał Plackowski, Nasza Księgarnia
- 1985 – Baśnie – H.Ch. Andersen Nasza Księgarnia
- 1985 – Błękitna tajemnica – Piotr Wojciechowski, Nasza Księgarnia (wyd. 2)
- 1985 – Kiedy wyspa jest poduszką – Stanisław Grabowski, Nasza Księgarnia
- 1985 – Drogą przed siebie – Tadeusz Kubiak, KAW
- 1985 – Wymarzony dom Ani – Lucy Maud Montgomery, Nasza Księgarnia (okładka)
- 1986 – Legenda o Złotej Kaczce – Barbara Lewandowska, Nasza Księgarnia (seria Poczytaj mi, mamo)
- 1986 – Niezwykłe zdarzenie – Ryszard Marek Groński, Nasza Księgarnia (seria Poczytaj mi, mamo)
- 1987 – Legenda o zatopionym mieście – Stefan Machrowski, KAW (seria Z krasnalem)
- 1987 – Takie coś – Edward Lear, KAW
- 1988 – Błękitny zamek – Lucy Maud Montgomery, Nasza Księgarnia (okładka)
- 1988 – O królu Pumperniklu, królewnie Grzance i rycerzach Trójkątnej Kanapy – Krystyna Boglar, Nasza Księgarnia
- 1989 – Ania z Szumiących Topoli – Lucy Maud Montgomery, Nasza Księgarnia (okładka)
- 1989 – Ania ze Złotego Brzegu – Lucy Maud Montgomery, Nasza Księgarnia (okładka)
- 1989 – O lwach, lokomotywie i małpce – Stanisław Grabowski, Nasza Księgarnia
- 1989 – Legenda o warszawskim Bazyliszku – Wanda Chotomska, Nasza Księgarnia (seria Poczytaj mi, mamo)
- 1990 – Ballady – Wiera Badalska, Nasza Księgarnia
- 1990 – Księżniczka smoków, Mieczysław Künstler, Nasza Księgarnia
- 1992 – Księga smoków – Edith Nesbit, Wydawnictwo Alfa
- 1992 – Żuraw i czapla – Jan Brzechwa, Nasza Księgarnia
- 1992 – Żuk – Jan Brzechwa, Nasza Księgarnia
- 1992 – Przyjaciele zajączka – Ludwik Wiszniewski, Spółdzielnia Pracy Rękodzieła Artystycznego Intrografia
- 1992 – Legendy warszawskie – Artur Oppman, Agencja Wydawnicza Varsovia
- 1992 – Dziecinny Dwór – Zofia Rogoszówna, Votum
- 1993 – Gdzie mieszka bajeczka – Czesław Janczarski, Nasza Księgarnia
- 1995 – Szumią szuwary – Krystyna Pluto, Wydawnictwa Szkolne i Pedagogiczne
- 1996 – Daleki rejs – Anna Onichimowska, Rytm
- 1996 – Pobaw się ze mną: nasi ulubieńcy w zagadkach, rebusach i innych grach – Felicja Chomka, Krystyna Zimecka, Wydawnictwa Szkolne i Pedagogiczne
- 1998 – Wędrówki Kuby po bursztynowym wybrzeżu: zagadki, rebusy, gry – Felicja Chomka, Krystyna Zimecka, WSiP
- 1999 – Kot herbaciany – Zofia Beszczyńska, Fundacja Książka dla Dziecka
- 2002 – Pierścień króla Salomona – Clemens Maria Brentano, Wydawnictwo Mea
- 2002 – Siódma córka króla Honoriusza – Agnieszka Gutry, Wydawnictwo MEA
- 2002 – Zazulka – Anatole France, Wydawnictwo Mea
- 2005 – Złote smoki – Zofia Beszczyńska, Wydawnictwo Jaworski
- 2005 – Kryształowa Kula: baśnie znane i lubiane – wstęp Izabella Korsak, Świat Książki
- 2005 – Łami-główki 1 – Maria Kowalska, Krystyna Michałowska, Wydawnictwo Jaworski
- 2005 – Łami-główki 2 – Maria Kowalska, Krystyna Michałowska, Wydawnictwo Jaworski
- 2007 – Błękitny ptak i inne baśnie, Marie-Catherine d’Aulnoy, Nasza Księgarnia
- 2007 – Historia Złotego Promyczka – Marcin Pałasz, Ezop
- 2007 – Przygody Piotrusia Pana – James Barrie, Świat Książki
- 2007 – Pieśń o chłopcu spod wadowickiego nieba – Emilia Berndsen, Ludowa Spółdzielnia Wydawnicza
- 2008 – Różowy balonik – Wanda Chotomska, Wydawnictwo Jaworski
- 2010 – Rymowanki polskie, Martel
- 2010 – O czym marzy czarownica – Agnieszka Tyszka, Martel
- 2010 – Opowieści z zaczarowanego lasu – Katarzyna Nowacka, Martel
- 2010 – Opowieści z Bajkowego Osiedla – Katarzyna Nowacka, Martel
- 2013 – Bezdomne duchy – Małgorzata Strękowska-Zaremba, Nasza Księgarnia (w: Poczytaj mi mamo, jeszcze raz)
- Kangurek – Irena Landau, Agencja Wydawnicza Liwona
- Kwoka – Jan Brzechwa, Varsovia

Ponadto:
- projekt okładki i opracowanie graficzne serii Lista Honorowa Hansa Christiana Andersena

- znak-wyróżnik graficzny serii Poczytaj mi, mamo (z motylkiem)